# Јеврејска кухиња
Јеврејска кухиња односи се на традицију кувања Јевреја широм света. Она је еволуирала током многих векова, обликована јеврејским законима (kashrut), фестивалима и шабатима (Shabbat). Јеврејска кухиња је под утицајем економије, пољопривреде и кулинарске традиције многих земаља у којима су се населиле јеврејске заједнице и она варира широм света.
Историја јеврејске кухиње почиње кухињом древних Израелаца. Како је јеврејска дијаспора расла, развијали су се различити стилови јеврејског кувања. Препознатљиви стилови у јеврејској кухињи су Ашкенази, Сефарди, Мизрахи, перзијски, јеменски, индијски и латиноамерички. Ту спадају и и јела јеврејских заједница од Етиопије до средње Азије.
Од успостављања Израела 1948. године, а посебно од касних 1970-их, израелска „фузијска кухиња” се развијала. Јеврејска израелска кухиња прилагодила је мноштво елемената, преклапајући технике и састојке из многих кулинарских традиција дијаспоре.
Коришћење пољопривредних производа од јела једне јеврејске кулинарске традиције у разради јела других, као и укључивање и прилагођавање разних других блискоисточних јела од локалног нејеврејског становништва Израела (која већ нису била уведена путем кулинарске традиције Јевреја који су у Израел стигли из разних других арапских земаља), израелска јеврејска кухиња је аутентично јеврејска (и најчешће кошер) и изразито локална израелска, али у потпуности хибридизована од јеврејског порекла своје мултикултурне дијаспоре.

### Историјски
- Atrutel, J., Book of Jewish Cookery, London, 1874
- Boone, A., Jewish Manual of Cookery, 1826
- Greenbaum, Florence Kreisler (1919). The International Jewish Cookbook., New York, Bloch Publishing
- Kander, Mrs. Simon (Lizzie Black Kander), The Settlement Cookbook, Milwaukee, The Settlement, 1901
- Kramer, Bertha M. ("Aunt Babette"), Aunt Babette’s Cook Book Cincinnati, Bloch Publishing, 1889
- Montefiore, Lady Judith (attr), The Jewish Manual, London, 1846
- Aunt Sarah's Cookery Book for a Jewish Kitchen, Liverpool, 1872; 2d ed., 1889